# Scottish smallpipes

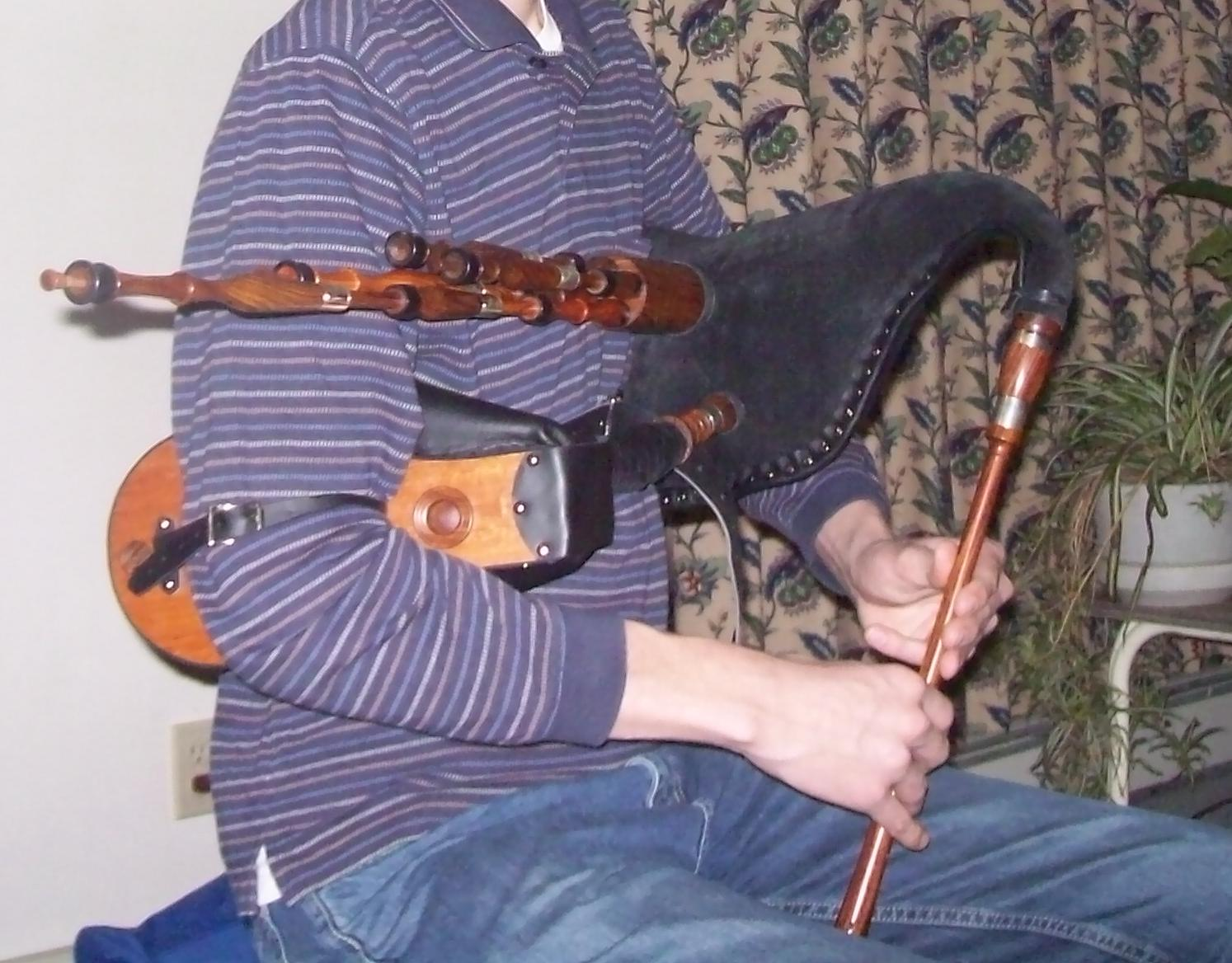
Des Scottish smallpipes modernes à monture de corne.

La petite cornemuse écossaise, ou Scottish smallpipes, est une cornemuse à bouche ou à soufflet reprenant le répertoire et la technique de jeu de la grande cornemuse écossaise. Les exemplaires les plus anciens connus remontent au XVIIIe siècle, comme la petite cornemuse de Montgomery (dépourvue de soufflet et accordée en mi), datée de 1757 et conservée au musée national d'Écosse. Les instruments modernes sont plus grands, et d'un ton plus bas, que les instruments historiques. Les innovations ayant mené à la création de l'instrument moderne sont inspirées de la Northumbrian smallpipes.